# Heterolocha stulta
Heterolocha stulta là một loài bướm đêm trong họ Geometridae.